# Chihiro Katō (Fußballspieler)
Chihiro Katō (japanisch 加藤 千尋 Katō Chihiro; * 12. Dezember 1998 in der Präfektur Tokio) ist ein japanischer Fußballspieler.

## Karriere
Chihiro Katō erlernte das Fußballspielen in der Universitätsmannschaft der Schulmannschaft der Ryutsu Keizai University Kashiwa High School sowie in der Universitätsmannschaft der Ryūtsū-Keizai-Universität. Von 2018 bis 2019 wurde er von der Universität an die Ryutsu Keizai Dragons Ryugasaki ausgeliehen. Von Ende Oktober 2020 bis Saisonende 2020 wechselte er auf Leihbasis zu Vegalta Sendai. Der Verein aus Sendai spielte in der höchsten japanischen Liga, der J1 League. Nach Ende der Ausleihe wurde er von Sendai am 1. Februar 2021 fest unter Vertrag genommen. Sein Erstligadebüt gab Chihiro Katō am 6. März 2021 im Heimspiel gegen Kawasaki Frontale. Hier wurde er in der 83. Minute für Ryōma Kida eingewechselt. In seiner ersten Erstligasaison absolvierte er 34 Spiele. Am Saisonende 2021 belegte er mit Sendai den neunzehnten Tabellenplatz und musste in die zweite Liga absteigen. Nach insgesamt 81 Ligaspielen, in denen er vier Tore erzielte, wechselte er im Januar 2024 zum ebenfalls in der zweiten Liga spielenden Montedio Yamagata.